# Ion I. C. Brătianu
Ion I. C. Brătianu (Ștefănești, 1864. augusztus 20. – Bukarest, 1927. november 24.) román politikus, belügyminiszter és külügyminiszter, összesen öt alkalommal hazája kormányfője, 1923-tól a Román Akadémia tagja. Ion C. Brătianu román miniszterelnök fia, Dinu Brătianu és Vintilă Brătianu miniszterelnök testvére. 
Romániai tanulmányait követően önkéntesként belépett a hadseregbe, majd Franciaországban végzett mérnöki tanulmányokat. Apjához és testvéreihez hasonlóan a politikai élet részese lett, s 1895-ben megválasztották Gorj megye képviselőjévé. 1907-ben belügyminiszterré nevezték ki, majd 1909-től egy évig miniszterelnök. 1914 elején újra miniszterelnök lett, majd az első világháború kitörését követően határozottan kiállt a Román Királyság fegyveres semlegessége mellett. Ennek ellenére 1916-ban már intenzív tárgyalásokat folytatott az antant képviselőivel, s a kedvező feltételek kicsikarását követően 1916. augusztus 27-én hazája hadat üzent az Osztrák–Magyar Monarchiának. Az Erdély ellen offenzívába kezdő román egységeket azonban hamarosan megállították, és a központi hatalmak seregei 1916. december 6-án bevonultak Bukarestbe, ahonnan I. Ferdinánd király és a kormány Jászvásárra menekült. Románia a vereséget követően hamarosan különbéke kötésére kényszerült, s az ezt ellenző Brătianu miniszterelnököt a király 1918-ban leváltotta. A háború befejezését követően újra miniszterelnök, a párizsi béketárgyalásokon a román küldöttség vezetője volt. A trianoni békeszerződés aláírását követően nemtetszését fejezte ki a szerződésben rögzített magyar–román határral szemben, mivel az eredeti elképzelések szerint a két ország határa a Marostól délre a Tisza vonalánál lett volna megállapítva. 1923-ban a Román Akadémia a tagjai közé fogadta. Az 1920-as években további két alkalommal került a miniszterelnök székbe. 1927-ben halt meg Bukarestben.

## Élete

### Korai évei és tanulmányai

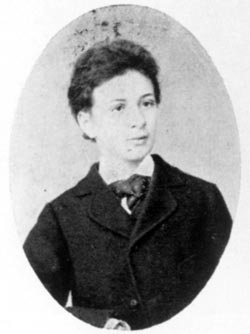
Ion I. C. Brătianu egy 1882-es fényképen

Brătianu 1864. augusztus 20-án született Ștefănești városában, Románia középső részén. Apja, Ion C. Brătianu az ország vezető politikusai közé tartozott, hosszú ideig miniszterelnök, a Nemzeti Liberális Párt alapítója volt. A családnak összesen három fia és négy lánya volt. Két fiútestvére, Dinu és Vintilă őhozzá és apjukhoz hasonlóan később szintén politikai pályára léptek.
1873-tól egy ideig őt és testvéreit egy svájci nevelőnő tanította. 1875-ben elvégezte a négy osztályos általános iskolát, majd középfokú tanulmányait a Szent Száva Nemzeti Gimnáziumban végezte. Tanulmányai során legjobban a matematika és az irodalom irányában mutatott érdeklődést, emellett azonban roppant érdekelte népe története. 1882-ben érettségizett, majd önkéntesként jelentkezett a román hadseregbe, s a tüzérségnél szolgált egy ideig. A hadsereg elhagyását követően Párizsba ment és beiratkozott a Collège Sainte-Barbe-ba, ahol magas szinten tanult fizikát és matematikát. Jó eredményeket ért el, s ezt követően a híres École Polytechnique hallgatója lett, amelynek falait 1889-ben mérnöki diplomával hagyta el. Franciaországi tartózkodását követően nézetei haláláig francia-párti vonalat követtek, s ilyen nézeteket követett az első világháború idején is.
1889-ben hazatért, s a vasútnál helyezkedett el. Feladatai közé tartozott az országos vasúthálózat szervezésével kapcsolatos technikai kérdések megoldása. 1891-től fiatal mérnökként a moldvai vasútért volt felelős. Ebben az időben vált politikailag aktívabbá, s apja halálát követően belépett a Nemzeti Liberális Pártba, s 1895-től Gorj megye képviselője lett.

### Pályafutása a háború előtti politikában

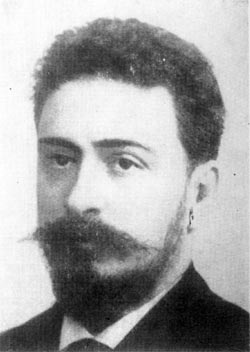
Brătianu a századforduló idején

A Liberális Pártba való belépését követően hamar a párt vezető tagja lett. 1895-től a parlament alsóházában tartott beszédeiben igyekezett felhívni a figyelmet arra, hogy támogatni kell a gazdag, nagy földbirtokkal rendelkező parasztok hitelfelvételét, hogy azok birtokaik gondozásánál munkát adhassanak a szegény parasztságnak is.
1897. március 31-étől 1899. március 30-ig közmunkaügyi miniszterként a kormány tagja lett, majd ugyanezt a tisztséget töltötte be 1901. február 14. – 1902. július 18. között. Az 1907-es romániai parasztfelkelések folytán Brătianu ült a belügyminiszteri tárca élére. 1909-től pártja vezetőjévé választották, majd 1909 januárjától a következő év decemberéig életében első alkalommal a minisztertanács elnökévé nevezték ki, az ország kormányfője lett. Brătianu politikájának legfőbb célkitűzései közé tartozott az 1866-os alkotmány felcserélése egy demokratikusabb alkotmánynak, továbbá egy nagyszabású földreform megvalósítása (ez csak a miniszterelnök halála után valósulhatott meg).
1910-es lemondását követően is a politikai élet aktív szereplője maradt, s 1914. elején az uralkodó, I. Károly román király újból őt kérte fel kormányalakításra.

### Az első világháború
Brătianu 1914. január 4-én visszatért a kormányfői pozícióba. 1914. június 14-én II. Miklós orosz cár Constanţára látogatott jachtjával egy napra, és vele utazott az orosz külügyminiszter, Szergej Dmitrijevics Szazonov is. Az orosz külügyminiszter a cár hazautazása után még több napig Romániában maradt, és titkos tárgyalásokat folytatott Brătianu román miniszterelnökkel. A román kormányfő biztosította Szazonovot, hogy országa nincsen elkötelezve az Osztrák–Magyar Monarchiának. Az orosz külügyminiszter megelégedéssel írta jelentésében, hogy Románia már nem tartozik az ellenséges tábor országainak sorába.
1914. július 28-án kitört az első világháború, s Károly román király július 31-én a német császártól, II. Vilmostól levelet, majd augusztus 1-jén I. Ferenc József osztrák császártól és magyar királytól táviratot kapott, melyben sürgették Románia hadba lépését a központi hatalmak mellett. 1914. augusztus 3-án Sinaia városában sietve összeült a kibővített román koronatanács abból a célból, hogy elhatározzák Románia magatartását. A király elnökletével megtartott döntő tanácskozáson az uralkodó mellett részt vett a Brătianu-kormány, a konzervatív és demokrata-konzervatív pártok vezetői, továbbá volt miniszterelnökök és választói testületi elnökök. I. Károly felhívta az egybegyűltek figyelmét a szövetségesi hűségre, és beleegyezésüket kérte a központi hatalmak melletti hadba lépésre. A háromórás vitát követően azonban az egybegyűltek politikai hovatartozástól függetlenül majdnem egyhangúlag megtagadták a háborúba való belépést, majd Brătianu javaslatára megszavazták az ország fegyveres semlegességét. Az ország semlegességét erősítette a Szazonov orosz külügyminiszter és Diamandy szentpétervári román követ között létrejött Szazonov–Diamandy titkos egyezmény, melyben Oroszország a román semlegességért cserébe elismerte Románia „jogait” az Osztrák–Magyar Monarchia románok lakta vidékeire, területeire.
A fegyveres semlegesség ellenére a román miniszterelnök folyamatosan közeledni kívánt az antanthoz, s 1915 tavaszán küldöttet menesztett a francia külügyminiszterhez abban a reményben, hogy felhívja a figyelmet Románia területi követelésére, s esetlegesen támogatást is szerezzen hozzá. Ezen felül ismét orosz–román tárgyalásokra került sor.
1916. június 4-én megindult a keleti fronton a Bruszilov-offenzíva, mely nagyon jó alkalmat adott a románok hadba lépésére. Július 3-án Brătianu eljuttatta a franciáknak a Monarchia ellen vívandó háború esetére megfogalmazott román feltételeket, melyben többek közt nagy mennyiségű fegyvert, muníciót és az orosz hadsereg hathatós támogatását kérte. Az ezt követő hosszadalmas alkudozások eredményeképpen egy orosz–francia jegyzék érkezett a román miniszterelnökhöz, amiben az állt, hogy az antant csak akkor fogja támogatni Románia aspirációit, ha az azonnal belép a központi hatalmak ellen a háborúba. 1916. augusztus 17-én sor került a bukaresti titkos szerződés aláírására Brătianu és a bukaresti angol, orosz, francia és olasz nagykövet között. Románia vállalta a hadba lépést, cserébe az Osztrák–Magyar Monarchia területéért egészen a Tisza vonaláig. Az egyezséget egy ugyanazon napon megkötött katonai konvenció pecsételte meg, melynek értelmében augusztus 28-án a román hadseregnek támadás kell indítania a Monarchia csapatai ellen. A támadás fő irányának Budapestet jelölték meg. Másnap, 1916. augusztus 28-án a Román Királyság hadat üzent az Osztrák–Magyar Monarchiának.
A támadó román hadseregek eleinte győzelmeket értek el Erdélyben, hamarosan azonban a nyugatról támadó osztrák–magyar–német erők és a délről támadó Duna-hadsereg (a német August von Mackensen vezette német–bolgár–török erők) visszavonulásra kényszerítette a román egységeket, amelyek folyamatos hátrálásra kényszerültek. A központi hatalmak csapatai október 22-én elérték Konstancát, s december 23-án bevonultak Bukarestbe, ahonnan nem sokkal azelőtt távozott a király és a kormány Jászvásárba. Az ország jelentős része idegen megszállás alá került, egy keskeny északkeleti sávot kivéve. A román csapatok itt orosz támogatással hatékonyan védekeztek, azonban az 1917-es októberi orosz forradalom nehéz helyzetbe hozta őket, s kénytelenek voltak 1917 decemberében fegyverszünetet aláírni a központi hatalmakkal. Brătianu azt ezt követő béketárgyalásokat ellenezte, s kénytelen volt lemondani. 1918. május 7-én Alexandru Marghiloman miniszterelnök aláírta Bukarestben a különbékét, mely által az ország elvesztett több határ menti területet és Dél-Dobrudzsát, viszont a központi hatalmak hallgatólagosan beleegyeztek Besszarábia Romániához való csatolásába.